# Catherine Théot
Catherine Théot (ur. 1716 w Barenton, zm. 1 września 1794 w Paryżu) – francuska mistyczka, bohaterka "sprawy Catherine Théot", prowokacji zorganizowanej z inspiracji Marca Vadiera, która przyczyniła się do spadku popularności Maksymiliana Robespierre'a. 

## Przed rewolucją
Przed rewolucją francuską Théot żyła w paryskim klasztorze des Miramiones, z którego została w 1779 wyrzucona i zamknięta w Bastylii z powodu podejrzenia choroby psychicznej. Przebywała następnie w szpitalu dla obłąkanych w Salpêtrière, z którego została oficjalnie zwolniona w 1782. Zamieszkała na stałe w Paryżu, gdzie utrzymywała się z przepowiadania przyszłości za pieniądze. Podawała się za Matkę Boską i Nową Ewę. Zyskała pewną popularność; wśród jej klientów były nawet osoby z rodziny królewskiej. 

## "Sprawa Catherine Théot"
Jeszcze przed rewolucją Theot zapowiadała przybycie "mesjasza, który pocieszy ubogich". Chociaż nigdy nie wskazała dosłownie osoby, która miałaby nim być, w roku 1793 pojawiły się pogłoski, że domniemana prorokini określa w ten sposób Robespierre'a. Miało o tym świadczyć posiadanie przez nią portretu rewolucjonisty, wysłanie do niego listu, kontakty Théot z rodziną Duplay (od której Robespierre wynajmował pokój) oraz fakt, że Robespierre osobiście wystawił certyfikat obywatelski współpracującemu z Théot Antoine Gerlemu. 
Cała historia została sztucznie rozdmuchana przez przeciwników Robespierre'a z Komitetu Ocalenia Publicznego i Komitetu Bezpieczeństwa Powszechnego, zwłaszcza Marca Vadiera. 15 czerwca 1794 w oficjalnej mowie w Konwencie zarzucił on Robespierre'owi budowanie kultu swojej osoby i niezgodny z rewolucyjną tradycją mistycyzm, którego wyrazem miało być wspieranie działalności Théot. Vadier nie przedstawił żadnych przekonujących dowodów słuszności tak sformułowanej tezy, jednak w zestawieniu z innymi wydarzeniami czerwca i lipca 1794 cała sprawa przyczyniła się do spadku popularności Robespierre'a.

## Śmierć
Po przewrocie thermidoriańskim Catherine Théot została zatrzymana i postawiona przed sądem, jednak w jej sprawie zapadł wyrok uniewinniający. Mimo tego domniemana prorokini nie została wypuszczona z więzienia, w którym zmarła. Przed śmiercią miała zapowiedzieć, że nie zginie na szafocie, lecz w momencie, gdy inna tragedia wstrząśnie Paryżem; świadkowie jej śmierci zapewniali, że faktycznie w chwili, gdy zmarła, miała miejsce tragiczna eksplozja w prochowni w Grenelle. 